# In Times
In Times (рус. Во времена) — тринадцатый студийный альбом норвежской экстремальной метал-группы Enslaved, выпущенный 6 марта 2015 года в Европе, 9 марта 2015 года в Великобритании и 10 марта 2015 года в США лейблом Nuclear Blast. Как следует из названия, центральной темой альбома является тема времени, рассматриваемая философски, исторически и мифологически. Это также последний альбом группы с клавишником/вокалистом Гербрандом Ларсеном, который покинул группу в следующем году.
За первую неделю релиза в Соединённых Штатах было продано около 2950 копий альбома, что стало рекордным показателем продаж на сегодняшний день. В первую неделю релиза альбом попал в чарты на некоторых территориях, включая Норвегию и Финляндию.

## Производство и запись
Альбом был записан в Бергене, Норвегия, и сведён в Швеции Йенсом Богреном в его студии Fascination Street. Первым треком, написанным для альбома, был «Thurisaz Dreaming», после их австралийского тура, и, по словам Бьорнсона, он задал тон всему альбому. В статье в Terrorizer объясняется, что «некоторые из самых странных текстур и звуков альбома были созданы глубоко в лесах Валевога, к югу от Бергена, в передвижной студии», и добавляется, что «вы определённо можете услышать землистость, это придало альбому органичный вид». Хьелльсон сказал, что группа хотела добиться более «органичного» звучания при записи этого альбома и что «мы решили, что хотим использовать более живой подход к музыке. Мы решили записать барабаны, бас-гитару и ритм-гитару вживую в студии. Думаю, тогда мы что-то нащупали, поэтому решили пойти на это и в этот раз мы решили больше репетировать перед записью, в последствие всё прошло довольно безупречно. Мы были осторожны, так что хорошо провели время, записывая втроём основные темы, бас-гитары и барабаны».
Во вкладыше к альбому есть примечание, в котором говорится: «Все „Hello Kitty“-райды посвящены Фенризу». Это отсылка к комментарию Фенриза, сделанному по поводу игры на райд-тарелках, часто используемой Enslaved.

## Музыка и тексты песен
In Times знаменует собой дальнейший переход к более прогрессивному звучанию, следуя аналогичным тенденциям на последних нескольких альбомах. Некоторые рецензенты считают, что за это изменение ответственен Гербранд Ларсен, а в журнале Exclaim! заявляют, что «тайной звездой альбома, возможно, является клавишник Гербранд Ларсен, чья роль в группе заметно расширилась за последние несколько альбомов и действительно выходит на первый план в In Times». В Loudwire соглашаются с этим; в их рецензии писали, что «с каждым новым альбомом клавишник Гербранд Ларсен становится всё более неотъемлемой частью группы, используя свой успокаивающий чистый вокал, который контрастирует с бескомпромиссным звучанием Грутле и дополняет его». Ивар Бьорнсон сказал в интервью Blabbermouth, что In Times — «это самая последовательная работа, которая у нас есть на данный момент: он сочетает в себе наше „более мрачное“ прошлое с влиянием прог-рока, наше нынешнее чувство абсолютной свободы и радость от того, что мы в этой группе».
По словам Бьорнсона, название «отражает существование множества реальностей в разных „местах“ и временах; как в физическом, так и в метафорическом смысле. Каждая мысль или размышление неосознанно затрагивает различные периоды времени — прошлое, настоящее, будущее, мифологические времена, глубинное время, психологические временные линии и т. д. Таким образом, этот альбом представляет собой размышление о концепции осознанности и активной работы со временем для достижения новых целей в соответствии с волей. Название заставляет меня задуматься о жизни, смерти, рунах, эзотерических традициях/магии, мифологии, богах, квантовой физике… обо всём и ни о чём, и обо всём на свете».. В отдельном интервью он сказал, что «речь идёт о „временах“ и существовании в нескольких временах и через них, точно так же, как это происходит в мифологической или мистической перспективе времени, сотворения мира и грядущего конца света. Было достаточно интересно, что у нас есть философия и наука, а не как в мифологии, в этом всё определённо. Именно христианство и другие религии впервые представило концепцию Конца света, после которого больше не будет начала. Итак, это одна из точек зрения».

## Отзывы критиков
| Совокупная оценка | Совокупная оценка |
| Источник          | Оценка            |
| ----------------- | ----------------- |
| Metacritic        | 78/100            |
| Оценки критиков   |                   |
| Источник          | Оценка            |
| AllMusic          | [ 13 ]            |
| Blabbermouth      | 10/10             |
| Exclaim!          | 8/10              |
| Loudwire          | благоприятно      |
| Metal Hammer      | [ 15 ]            |
| Pitchfork Media   | 6.2/10            |
| Sputnikmusic      | 4/5               |
| Ultimate Guitar   | 8.3/10            |

In Times получила в основном положительные отзывы от музыкальных критиков. На веб-сайте Metacritic, который собирает отзывы критиков и присваивает среднестатистическую оценку из 100 возможных, альбом получил 78 баллов на основе 4 рецензий. В немецкой версии журнала Metal Hammer назвали In Times альбомом месяца в мартовском номере за 2015 год. Энди О’Коннор, пишущий для Pitchfork Media рецензию, утверждал, что «одна песня мало чем отличается от другой, и многие из них кажутся длиннее, чем они есть на самом деле», и утверждал, что альбом «компетентен в музыкальном плане, но слишком робок, чтобы углубляться в эмоциональные, музыкальные или иные аспекты в противном случае, это то, к чему должен стремиться блэк-метал». Джо Дивита из Loudwire утверждает, что «неизменно последовательные Enslaved выпустили ещё один альбом, чтобы закрепить свой легендарный статус в стиле, который они продолжают называть своим собственным». Том Юрек в обзоре для AllMusic описал альбом как «продолжение звукового подхода, который они начали использовать на альбоме Monumension 2001 года, смешивая блэк-метал с прогрессивными элементами, звуковой атмосферой и даже психоделическими исследованиями», и резюмировал обзор, назвав альбом «жизненной, бодрящей музыкой». В своей рецензии для журнала Exclaim!, Натали Зина Уолшотс утверждает, что «In Times группы Enslaved пришёлся по вкусу, экспериментируя ровно настолько, чтобы всё оставалось интересным, и в то же время предлагая чистое агрессивное удовольствие, настолько декадентское, что оно кажется почти снисходительным».

## Список композиций
Все тексты написаны Иваром Бьорнсоном и Грутле Хьелльсоном (за исключением отмеченных), вся музыка написана Иваром Бьорнсоном.
| №                   | Название                     | Текст песни                     | Длительность |
| ------------------- | ---------------------------- | ------------------------------- | ------------ |
| 1.                  | «Thurisaz Dreaming»          | Ивар Бьорнсон                   | 8:13         |
| 2.                  | «Building with Fire»         | Грутле Хьелльсон                | 8:49         |
| 3.                  | «One Thousand Years of Rain» | Грутле Хьелльсон                | 8:13         |
| 4.                  | «Nauthir Bleeding»           | Грутле Хьелльсон, Ивар Бьорнсон | 8:10         |
| 5.                  | «In Times»                   | Ивар Бьорнсон                   | 10:44        |
| 6.                  | «Daylight»                   | Грутле Хьелльсон, Ивар Бьорнсон | 8:56         |
| Общая длительность: | Общая длительность:          | Общая длительность:             | 53:05        |

## Участники записи
| Enslaved - Грутле Хьелльсон — вокал, бас-гитара, контрабас, звуковые эффекты - Ивар Бьорнсон — бэк-вокал, гитара, синтезатор, пианино, звуковые эффекты, продюсер - Арве Исдал — бэк-вокал, гитара - Гербранд Ларсен — вокал, клавишные, орган, продюсер - Като Беккеволд — барабаны, перкуссия Приглашённые музыканты - Эйнар Селвик — гостевой вокал на «One Thousand Years of Rain» | Производственный персонал - Грутле Хьелльсон — продюсер - Ивар Бьорнсон — продюсер - Гербранд Ларсен — продюсер - Ивер Сандой — продюсер, бэк-вокал, звуковые эффекты - Йенс Богрен — сведение - Тони Линдгрен — мастеринг-инженер - Трулс Эспедал — художественное оформление |

## Чарты
| Чарты (2015 г.)                        | Позиции в чартах |
| -------------------------------------- | ---------------- |
| Нидерланды (Album Top 100)             | 97               |
| Финляндия (Suomen virallinen lista)    | 39               |
| Германия (Media Control)               | 66               |
| Норвегия (VG-lista)                    | 21               |
| Великобритания (UK Albums Chart)       | 9                |
| США (Billboard Top Hard Rock Albums)   | 8                |
| США (Billboard Top Heatseekers Albums) | 4                |
| США (Billboard Independent Albums)     | 16               |
| США (Billboard Top Rock Albums)        | 25               |
| США (Billboard Top Tastemaker Albums)  | 12               |